# Schickedanz Open 2006
Lo Schickedanz Open 2006 è stato un torneo di tennis facente parte della categoria ATP Challenger Series nell'ambito dell'ATP Challenger Series 2006. Il torneo si è giocato a Fürth in Germania dal 5 all'11 giugno 2006 su campi in terra rossa.

## Vincitori

### Singolare
Florian Mayer ha battuto in finale  Torsten Popp con il punteggio di 6–3, 6–1

### Doppio
Vasilīs Mazarakīs /  Felipe Parada hanno battuto in finale  Philipp Marx /  Torsten Popp con il punteggio di 6–3, 6–2